# Фрауенинзель
Фра́уенинзель (нем. Fraueninsel, в переводе: «Остров Матери Божьей», иногда ошибочно переводимый как «женский остров»), также Фра́уенкимзе (нем. Frauenchiemsee) — второй по площади и самый населённый остров на озере Кимзе в составе общины Кимзе в немецкой земле Бавария. На острове, площадью 12 гектаров и возвышающимся над уровнем воды в его верхней точке 8 метров, проживает около 250 человек. На нём насчитывается порядка 50 жилых домов и запрещены как велосипеды так и автомобили. Попасть на «Женский остров» можно на суднах, круглогодично отправляющихся из расположенных на берегу озера населённых пунктов Прин-ам-Кимзе или Гштадт-ам-Кимзе.

## История острова
Первые поселения на островах Кимзе появились, предположительно, ещё в каменном веке. Примерно 300 лет до н. э. окрестности озера заселили кельты, а около 15 года н. э. здесь появились римляне. Дальнейшая история Фрауенинзель неразрывно связана с основанным в 782 году герцогом Тассилоном III женским бенедиктинским монастырём (откуда и идёт название: «Женский остров», для сравнения: на соседнем острове Херренинзель — нем. Herreninsel, в переводе: «Мужской остров» — некогда располагался мужской монастырь). Первой аббатисой, чьё имя сохранилось для потомков, была преподобная Ирмгарда (нем. Irmgard, Irmengard von Chiemsee), руководившая аббатством с 850 года. При набеге венгров в 907 году и при пожарах 1491 и 1572 годов монастырь был частично разрушен, но снова и снова восстановлен. На южной стороне острова долгое время находилась впервые упомянутая в конце XIV века деревенская церковь святого Мартина, которую снесли в рамках секуляризации в 1803 году. Остров долгое время оставался малоизвестым, пока в 1828 году его не «открыли» поселившиеся там художники во главе с Максимилианом Хаусхофером. Организация регулярного судоходства на Кимзе, строительство железной дороги, соединившей Прин-ам-Кимзе с Мюнхеном и Зальцбургом, а также открытие для широкой публики дворца Херренкимзе привело во второй половине XIX века к началу туристического паломничества на «Женский остров», не прекращающегося и по сей день.

## Достопримечательности
Одной из наиболее важных достопримечательностей острова, имеющего в длину 600 и в ширину 300 метров, является действующее бенедиктинское аббатство, занимающее примерно одну треть его площади. В монастырской церкви, освящённой в 782 году и перестроенной в XI—XIII веках, частично сохранились фрески, которым порядка 900 лет; также интересен более чем 300-летний барочный алтарь. Отдельно стоящая восьмиугольная колокольня высотою 36 метров XI—XVI веков является архитектурным символом «Женского острова». На расположенном неподалёку кладбище покоятся останки многих известных деятелей культуры, как например, Вильгельма Йенсена, Франца Рубо и Христиана Рубена, а также генерала Фердинанда Йодля. Аббатство известно, кроме того, марципаном, пряниками и травяными ликёрами собственного изготовления.
Полностью сохранилось строение VIII века, соединявшее в себе функции зала и ворот (нем. Torhalle) — старейшее до сих пор существующее высотное здание южной Германии — ныне место постоянной выставки археологических находок. Достойны упоминания растущие на острове исторические липы, носящие имена Тассилона (нем. Tassilolinde) и Марии (нем. Marienlinde), чей возраст оценивается от 500 до 1000 лет.

## Галерея

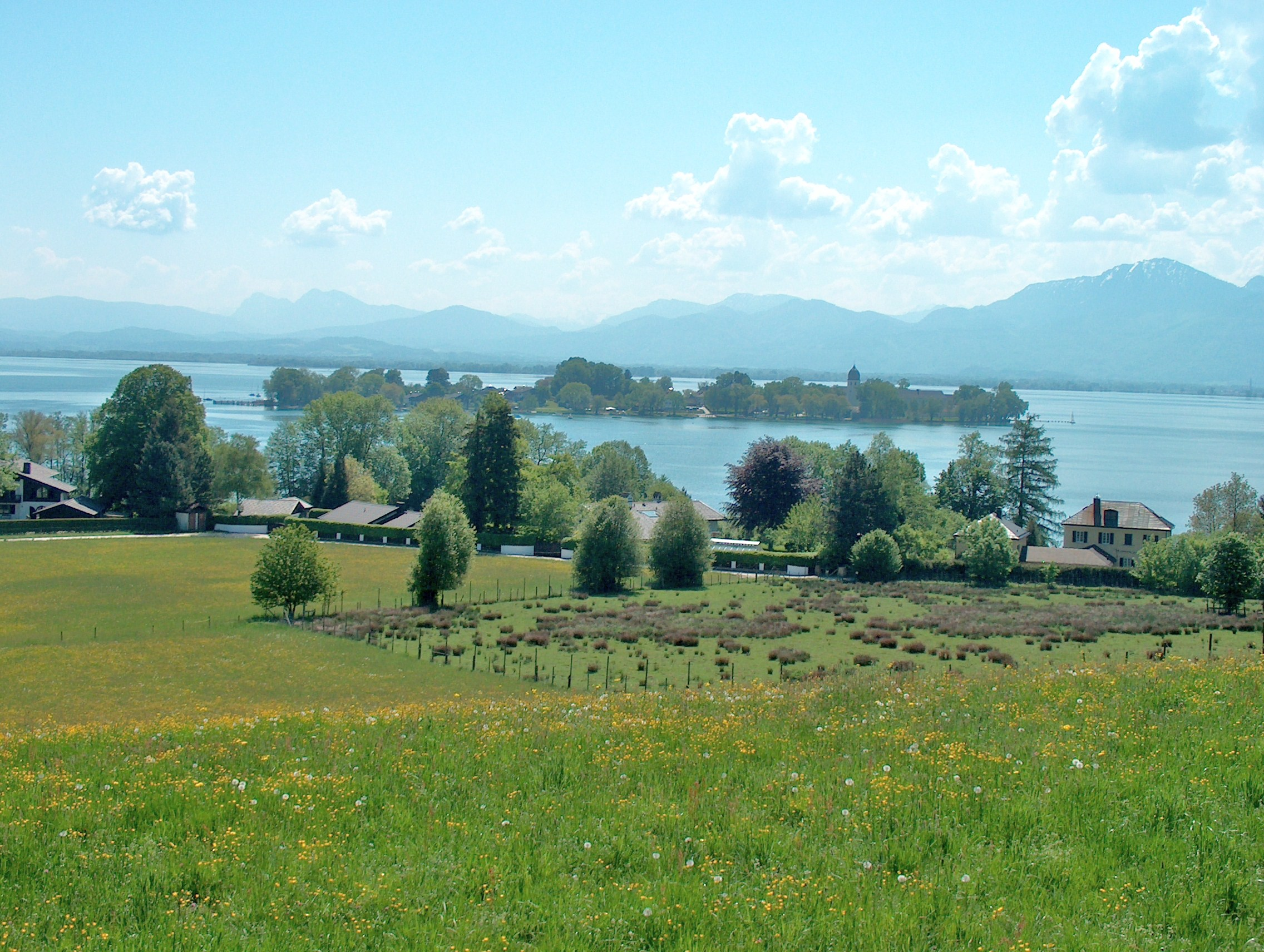
Вид на Фрауенинзель и предгорья Альп
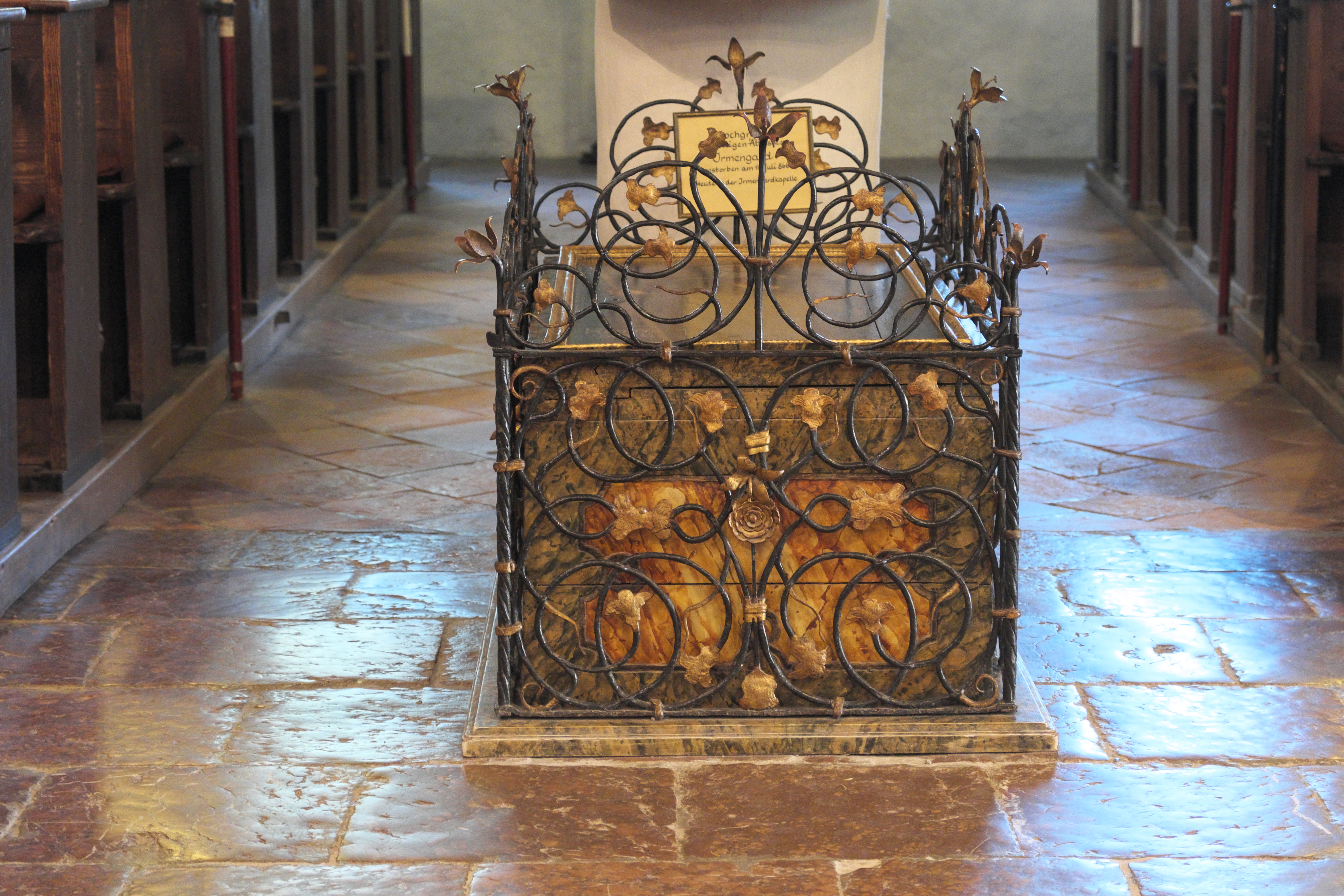
Саркофаг святой Ирмгарды
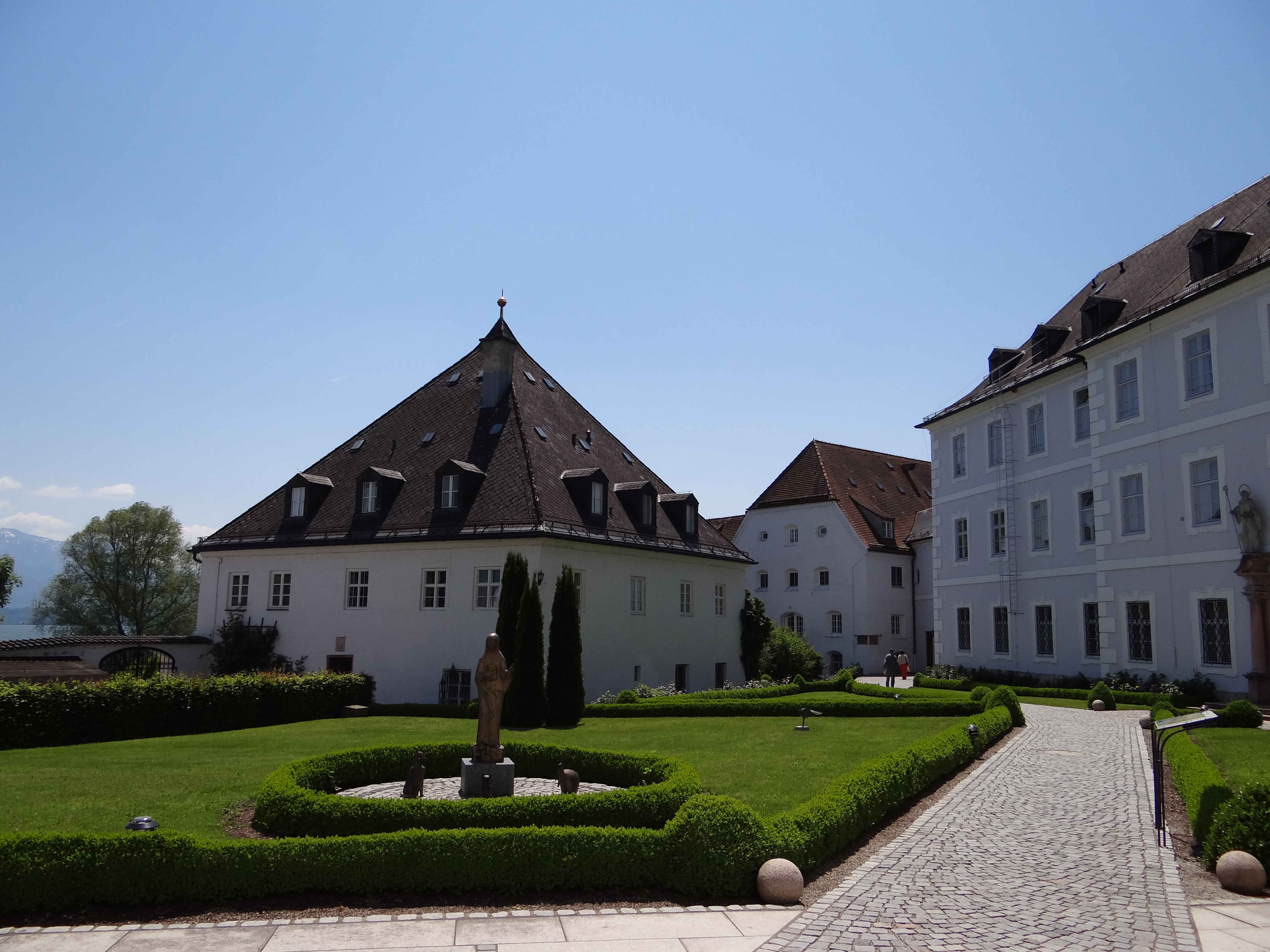
Внутренний двор аббатства
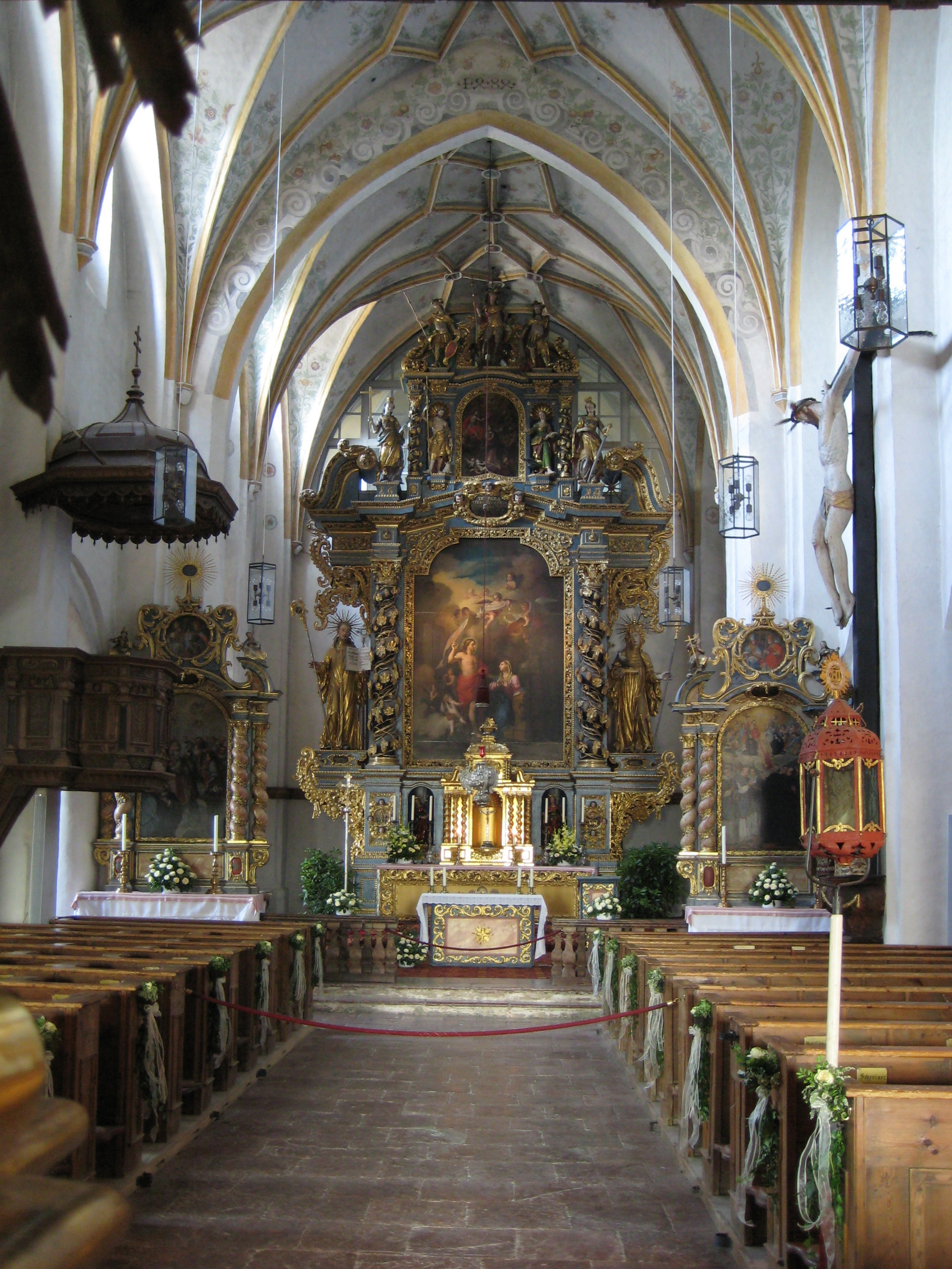
Монастырская церковь
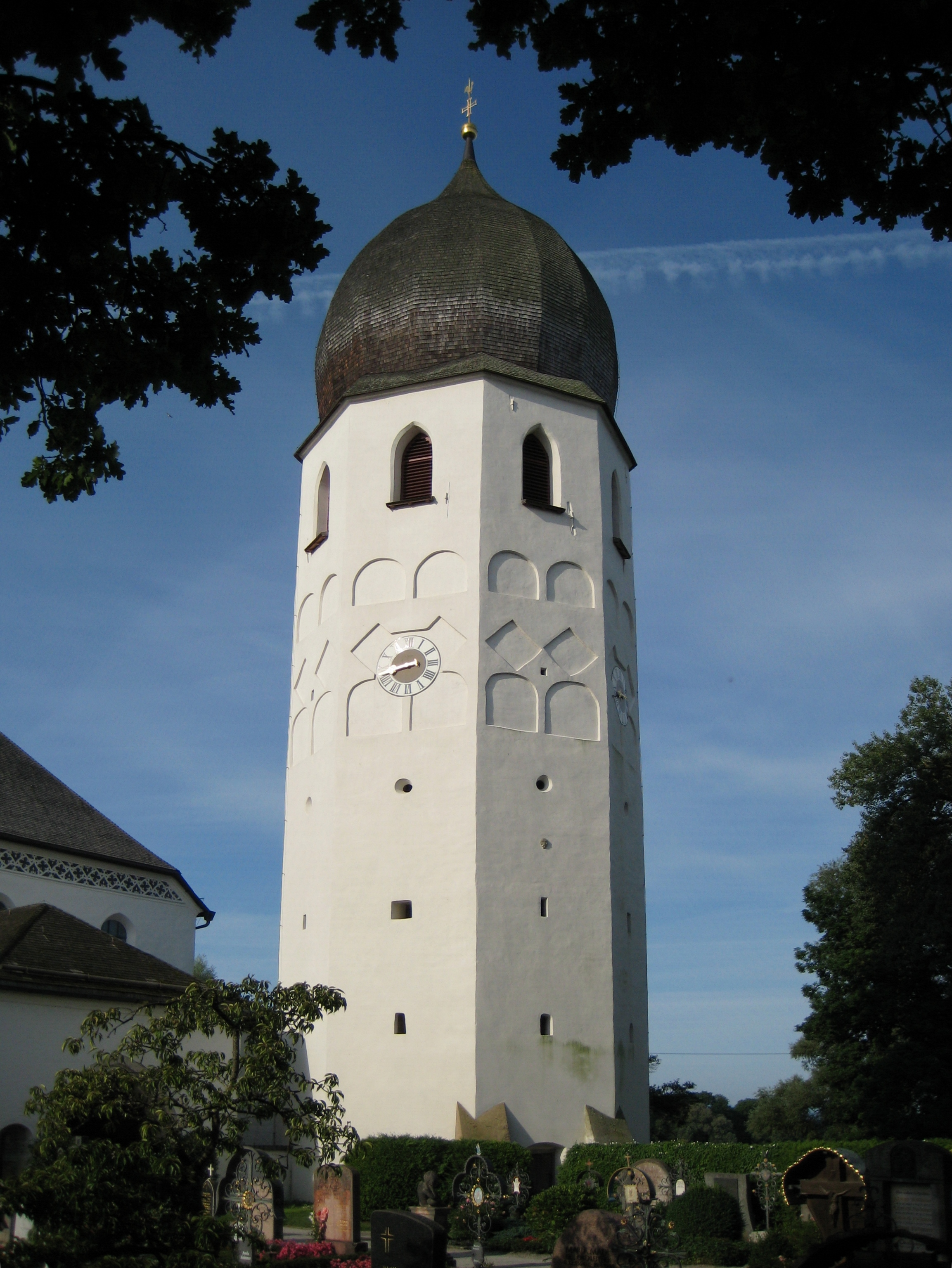
Колокольня Фрауенинзель
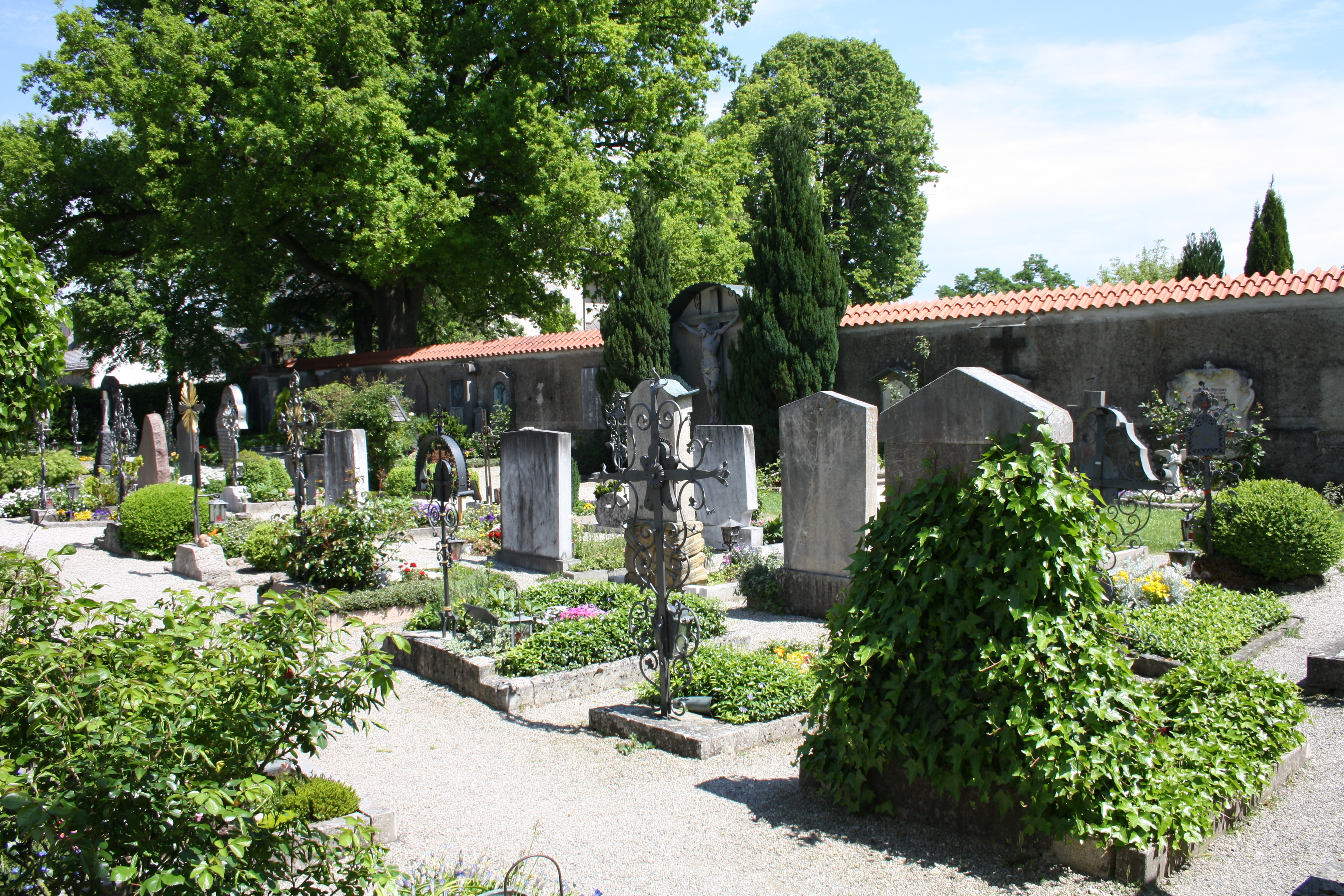
Кладбище «Женского острова»
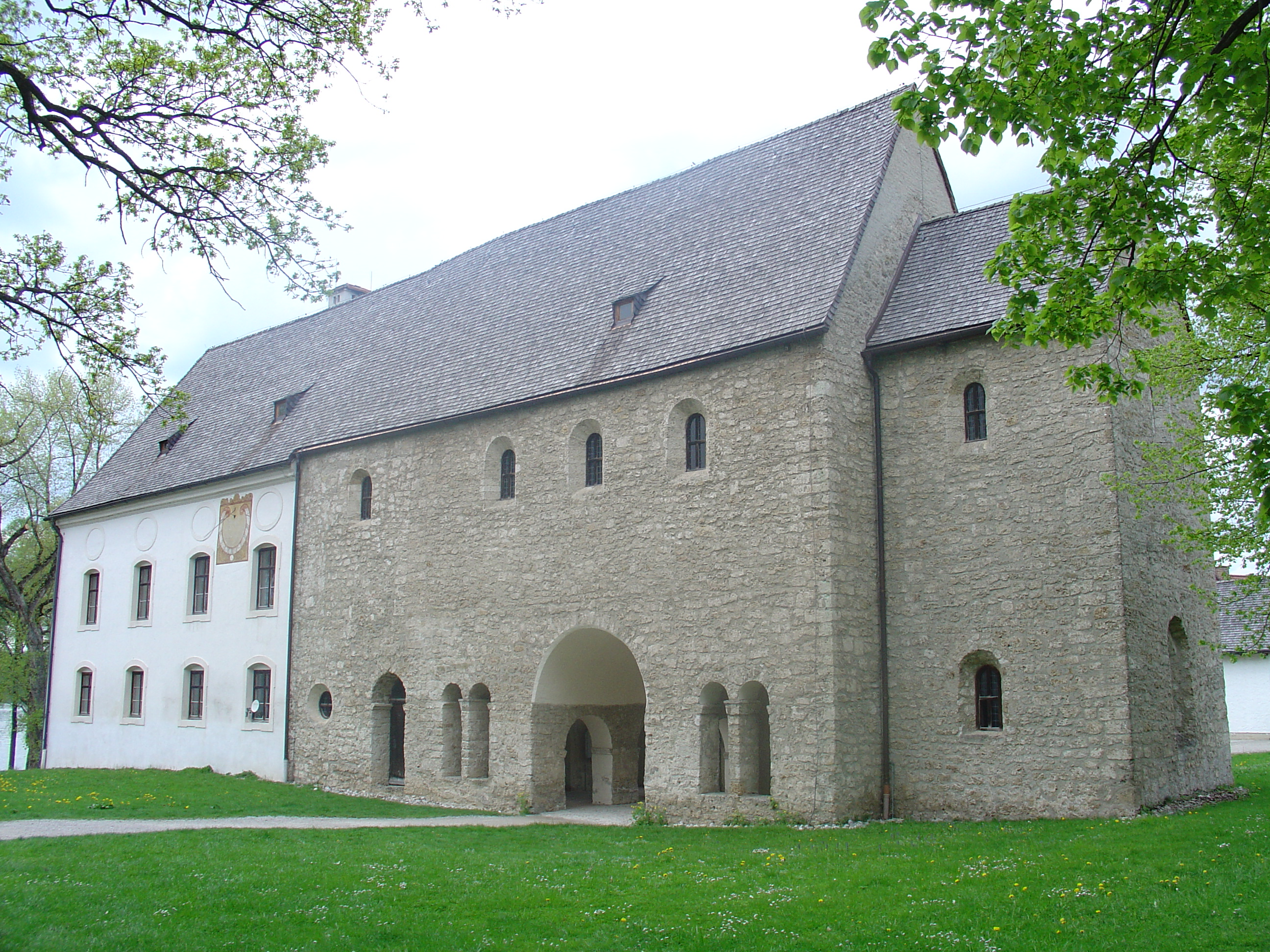
Torhalle — старейшее на острове здание
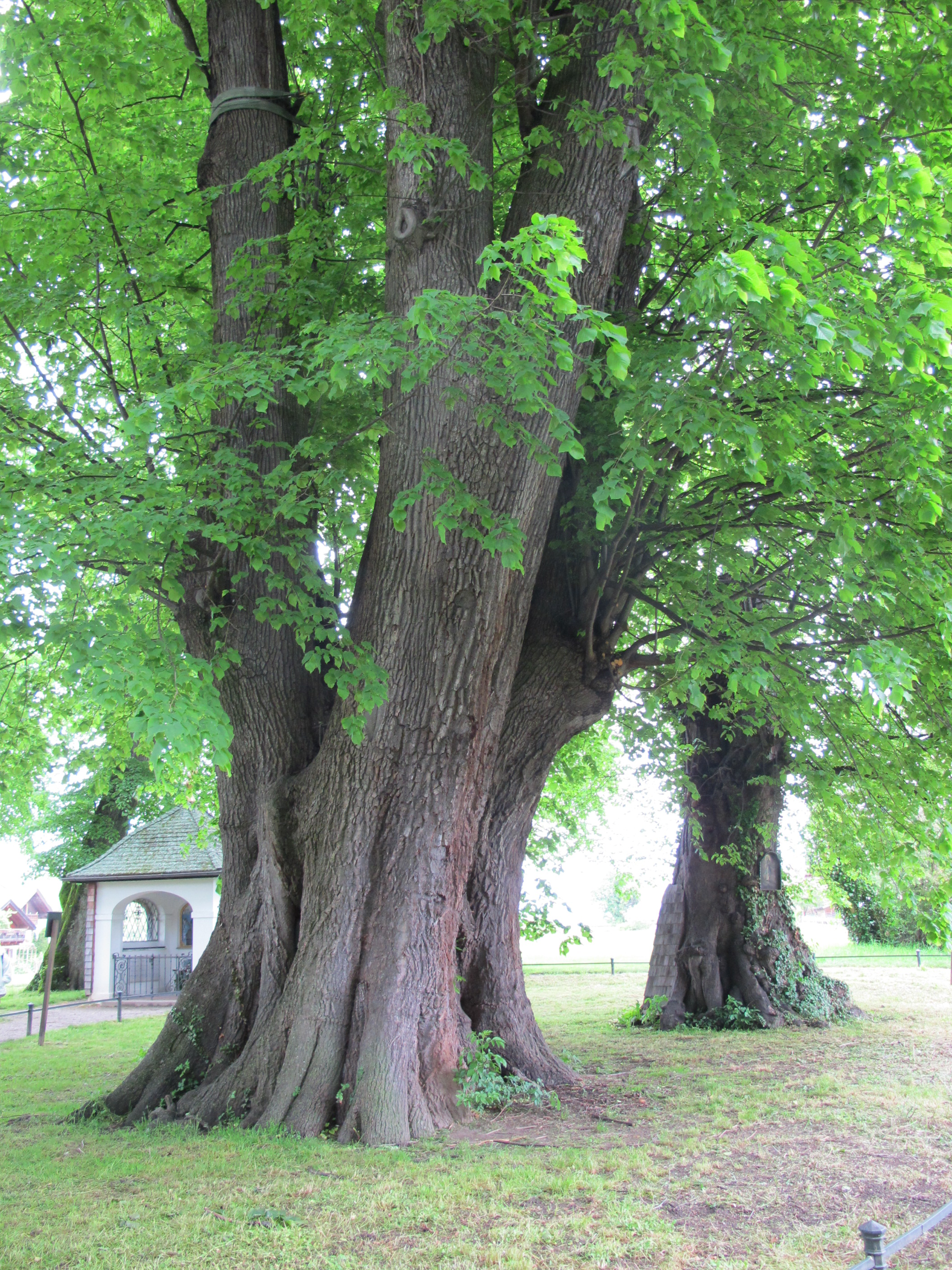
Липы Тассилона и Марии
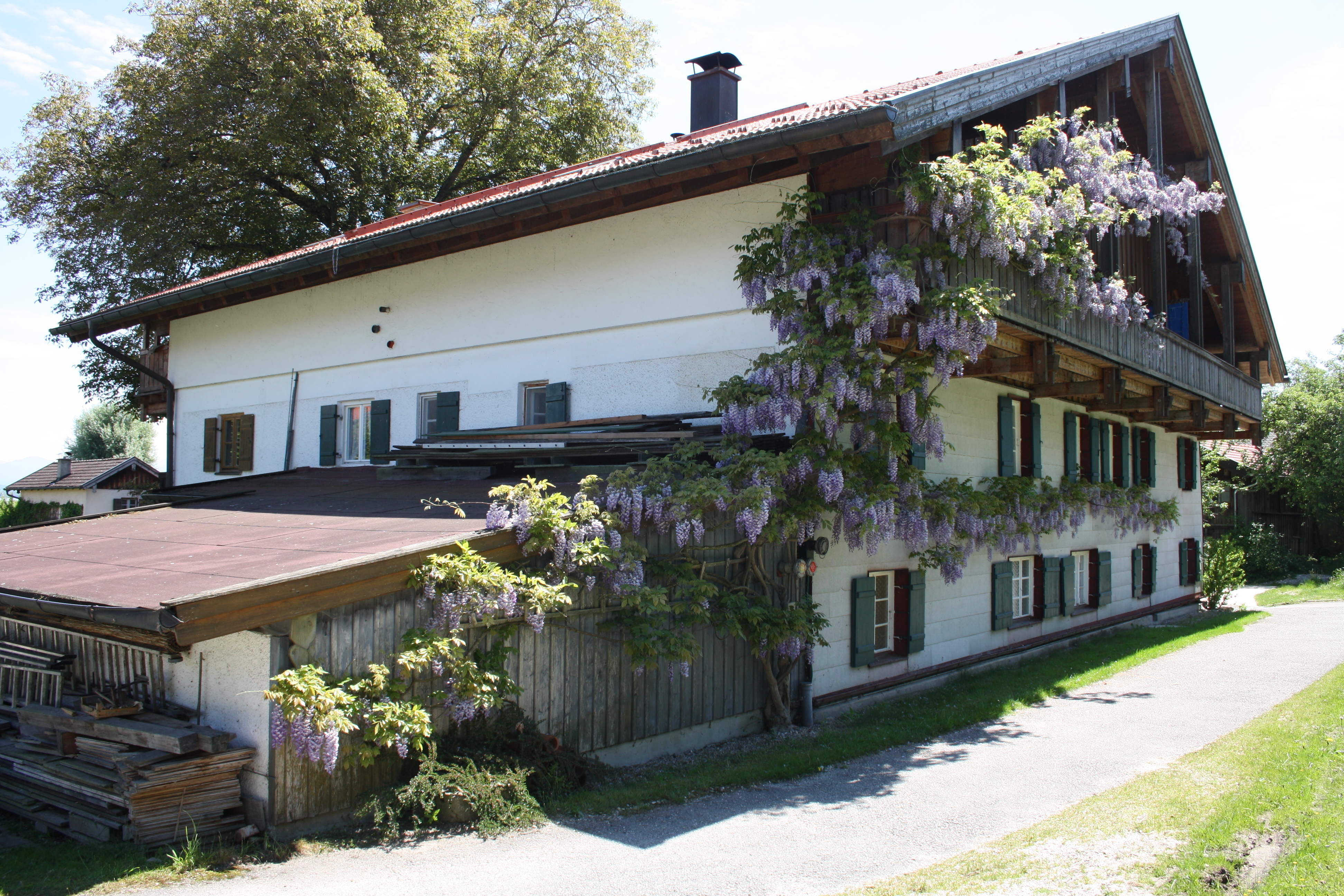
Один из типичных жилых домов на Фрауенинзель